# Tylopsacas
Tylopsacas, monotipski biljni rod iz porodice gesnerijevki raširen po tropskoj Južnoj Americi. Jedina vrsta je T. cuneata s Gvajanskog gorja u Venezueli i Gvajani.

## Ime
Od grčkog τύλος, tylos = pustula, i ψακάς, psacas = zrno, aludirajući na tuberkulatno sjeme.

## Opis
Kopneno bilje. Stabljike ± nema. Korijenje vlaknasto. Listovi ružičasti, očito naizmjenični.

## Sinonimi
- Tylosperma Leeuwenb.; Meded. Bot. Mus. Herb. Rijksuniv. Utrecht, No. 146 (Acta Bot. Neerl. vii. Oct. 1958). 323 (1958) (non Botsch. 1952, nec Donk 1957)
- Episcia cuneata Gleason; Bull. Torrey Bot. Club 58: 467 (1931)
- Tylosperma cuneatum (Gleason) Leeuwenb.; Meded. Bot. Mus. Herb. Rijksuniv. Utrecht, No. 146 (Acta Bot. Neerl. vii. Oct. 1958). 323 (1958)